# Triaenodes ustulatus
Triaenodes ustulatus là một loài Trichoptera trong họ Leptoceridae. Chúng phân bố ở miền Australasia.